# Montmayor
El Montmayor es una montaña de la sierra Calderona en el término municipal de Altura (Alto Palancia, Comunidad Valenciana), cima más elevada de la sierra con 1.017 m.
La montaña está poblada por un bosque de pinos y encinas muy afectado por los incendios forestales. La cima del Montmayor es de formas suaves y en ella se encuentra una caseta de vigilancia forestal dada la panorámica tanto del Alto Palancia como de la Serranía del Turia que desde este punto se puede contemplar.
En las faldas de la montaña se encuentra el Santuario de la Cueva Santa y una carretera comarcal que pasa cerca de la cima (a la cuota 951 m), que se convierte en un paso concurrido para la actividad ciclista. También atraviesa la montaña el sendero GR-10.